# Prosopocera trossevini
Prosopocera trossevini är en skalbaggsart som beskrevs av Pierre Lepesme 1947. Prosopocera trossevini ingår i släktet Prosopocera och familjen långhorningar.
Artens utbredningsområde är Senegal. Inga underarter finns listade i Catalogue of Life.